# Telebende
Telebende was de eerste echte kinderrubriek op teletekst van de Nederlandse publieke omroep. Van de verschillende onderdelen die de rubriek in de loop der tijd kende, was "Achterklap" verreweg de populairste.

## Geschiedenis
Rond 1990 ging Telebende van start, en besloeg de pagina's tussen 430 en 435. Hoewel de VARA op pagina 371 al een dagelijkse jongerenrubriek had, en de EO ieder weekend een pagina wijdde aan haar Ronduit-club, was Telebende de eerste rubriek die zich echt op kinderen richtte, en waarbij kinderen zichtbaar inbreng hadden op de inhoud van de pagina's.
Men kon verhaaltjes, moppen en brieven sturen naar "Buuf", die deze teksten plaatste en van commentaar voorzag. Tevens werd er dagelijks een "Mop du Jour" gepubliceerd, en konden kinderen prijzen winnen door het oplossen van een kettingpuzzel. Door de aard van de brieven en het feit dat het publiek met de teletekstpagina meegroeide, transformeerde Telebende langzamerhand meer en meer tot een rubriek van tieners. "Buuf" ruimde het veld voor "Joep", en nog later transformeerden de brievenplaatsers simpelweg tot "redactie". Eind jaren 90 startte Telebende met nieuwe rubrieken, waaronder het "Kladblok", waarin obscure nieuwtjes werden gemeld van het kaliber dat ook op pagina 371 te vinden was, en "Achterklap", een rubriek waarin men, vergelijkbaar met het achterwerk van de omroepgids van de VPRO, onder een schuilnaam berichten naartoe kon sturen met een maximum van ongeveer 50 woorden. De teletekstredactie plaatste dat bericht vervolgens een aantal dagen later.
De Achterklap-rubriek kon in die periode rekenen op een grote populariteit. Op haar hoogtepunt, zo rond 1997 à 1998 bedroeg de wachttijd voor plaatsing enkele weken. Legendarisch waren discussies over de vraag of The Kelly Family nou wel of niet leuk was, en de ongenuanceerde mening van ene "De Boesselaere" (geen Telebende-redactielid zoals sommigen dachten), met de daaropvolgende reacties. Aanvankelijk was elke discussie mogelijk, maar na verloop van tijd begon de redactie van de pagina zichtbaar censuur toe te passen. Oproepjes van mensen die een penvriendin zochten werden sowieso al niet geplaatst, het onderwerp "religie" mocht niet meer worden aangeroerd en ingezonden stukjes werden aangepast. Uit onvrede met het 'gebruiksgemak' van de teletekstversie werd in januari 2000 door Achterklapfan en frequente schrijver The Only One een internetforumversie van Achterklap in het leven geroepen. Toen via teletekst het forum bekend werd, verhuisden veel Achterklappers naar de internetversie. Deze had geen wachttijd voor het plaatsen van een bericht, kende niet of nauwelijks censuur, en er bestond ook niet langer een maximum voor het aantal woorden. Binnen enkele jaren groeide het forum uit tot een levendige gemeenschap met enkele honderden gebruikers, en werden er met enige regelmaat ontmoetingen georganiseerd door heel Nederland waarop forumbezoekers elkaar in het echt kunnen leren kennen.
Rond het jaar 2000 verhuisde de jeugd/jongerenrubriek naar de pagina's 401 tot 405. De achterklappagina's kwamen op 403 en 404 terecht en de naam "Telebende" verdween. Het doek voor de pagina's viel uiteindelijk in 2004. In dat jaar besloot de redactie om de stekker eruit te trekken wegens gebrek aan belangstelling. Anno 2006 doet nog slechts de rubriek "kladblok" - inmiddels onderdeel van de jongerennieuwsrubriek "NOS Headlines" - terugdenken aan de gloriedagen van Telebende, en ook later werd daar de stekker uitgetrokken. Tegenwoordig bestaat de hoofdgroep 400 niet meer.

## Trivia
- Voordat Telebende van start ging, werden de pagina's 430-435 gebruikt voor "telegym", een teletekstonderdeel met oefeningen voor ochtendgymnastiek.
- De indexpagina van Telebende op Teletext had elke dag een andere lay-out.